# Guido Szesni
Guido Szesni (* 30. Juni 1959 in Andernach) ist ein ehemaliger deutscher Fußballspieler.
In der Jugend spielte Szesni für die Spvgg Andernach. Von 1980 bis 1982 spielte er für den MSV Duisburg und in der Saison 1985/1986 für den 1. FC Saarbrücken als Mittelfeldspieler in der ersten Fußball-Bundesliga. Ab 1982 bis 1985 sowie von 1986 bis 1989 spielte er für den VfL Osnabrück und den 1. FC Saarbrücken in der 2. Fußball-Bundesliga.
In dieser Zeit bestritt er insgesamt 215 Spiele, davon 76 in der ersten Liga, 7 im DFB-Pokal sowie 1 Relegationsspiel. Dabei schoss er 20 Tore, davon vier in der höchsten Klasse und 16 in der zweiten. Er erhielt 22 Gelbe Karten sowie einmal die Rote Karte.
Die meisten Einsätze bestritt er ausgerechnet gegen renommierte Clubs, nämlich je fünf gegen den FC Bayern München, den VfB Stuttgart und den VfL Bochum und sogar sechs gegen den Hamburger SV, wobei ihm eines seiner vier Erstligatore gelang.
Nach seiner aktiven Zeit eröffnete Szesni gemeinsam mit seinem früheren SpVgg-Vereinskameraden Enrico Ludwig in ihrer Heimatstadt Andernach ein Sportgeschäft.